# Steindruckerei Wolfensberger

Plakat von Burkhard Mangold zum Umzug der Graphischen Anstalt J. E. Wolfensberger 1911

Die Steindruckerei Wolfensberger ist eine Schweizer Steindruckerei mit Sitz in Zürich.

## Geschichte
Die Steindruckerei wurde 1902 in Zürich als «Graphische Anstalt J. E. Wolfensberger» von Johann Edwin Wolfensberger für Reklame- und Kunstdruck gegründet. Ab 1912 war Ernst Emil Schlatter der künstlerische Leiter der Steindruckerei Wolfensberger. Heute ist es Thomi Wolfensberger in vierter Generation.
Das Unternehmen arbeitete einst für Künstler wie Ferdinand Hodler, Cuno Amiet, Celestino Piatti, Alois Carigiet, Dieter Roth, Jean Tinguely und Hans Erni. Heute für Künstler wie Cécile Wick, Walter Pfeiffer, Albrecht Schnider, Dominik Stauch oder Shirana Shahbazi.